# Чернічко Олександр Михайлович
Олекса́ндр Миха́йлович Черні́чко (нар. 17 листопада 1948, м. Ясинувата, Донецька область) — український політик.
Чл. КПУ (з 1971); 1-й секр. Тернівського РК КПУ (з 1993).

## Біографія
Народився 17 листопада 1948 року у місті Ясинувата, Донецької області  в сім'ї робітника. Українець.
Дружина — Людмила Іванівна. 
Дочки — Світлана та Ілона.

## Освіта
1965 - 1969 рр. - Криворізький гірничо - електромеханічний технікум, технік-технолог зварювального виробництва.

## Кар'єра
- 1969 року — електрозварник котельного цеху, ремонтно - виробниче підприємство "Південьказенергоремонт", м. Алма-Ата
- листопад 1969 - 1972 рр. - служба в армії.
- 1972 року — газоелектрозварник цеху технічного водопостачання і шламового господарства
- 1972 - 1987 рр. - змінний майстер, майстер з ремонту обладнання, начальник бюро з техніки безпеки і виробничого навчання
- 1987 рік - старший механік цеху технічного водопостачання і шламового водопостачання,(ВАТ "Північний гірничо-збагач. комбінат").

Народний депутат України 3 скликликання березень 1998 року по квітень 2002 року  виборчий округ № 34, Дніпропетровська область. На час виборів - старший механік цеху ВАТ "Північний гірничозбагачувальний комбінат". Член КПУ.
Член Комітету з питань регламенту, департаменту етики та організації роботи ВР України липень 1998 року
Член фракції КПУ травень 1998 року.
Квітень 2002 року кандидат в народні депутати України від КПУ, № 70 в списку. На час виборів — народний депутат України, член КПУ.Березень 2006 року кандидат в народні депутати України від КПУ, № 316 в списку. На час виборів - пенсіонер, член КПУ.